# Nógrádmarcal
Nógrádmarcal è un comune dell'Ungheria di 567 abitanti (dati 2001). È situato nella contea di Nógrád.